# Nobuhide Akiba
Nobuhide Akiba (født 10. april 1985) er en tidligere japansk fodboldspiller.
Han har spillet for flere forskellige klubber i sin karriere, herunder Thespa Kusatsu.